# Aulia à ventre pâle
Rhytipterna immunda · Tyran à ventre pâle
Espèce
Statut de conservation UICN

 LC  : Préoccupation mineure
L’Aulia à ventre pâle (Rhytipterna immunda), aussi appelé Tyran à ventre pâle, est une espèce de passereaux de la famille des Tyrannidae,.

## Distribution
Cet oiseau vit dans une zone allant de l'Est de la Colombie au Suriname, à la Guyane et à l'Amazonie brésilienne,,.

## Systématique
Cette espèce est monotypique selon la classification de référence du Congrès ornithologique international (version 9.1, 2019).
Le nom valide complet (avec auteur) de ce taxon est Rhytipterna immunda (P.L.Sclater & Salvin, 1873).
L'espèce a été initialement classée dans le genre Lipaugus sous le protonyme Lipaugus immundus Sclater & Salvin, 1873.
Ce taxon porte en français le nom vernaculaire ou normalisé suivant : Tyran à ventre pâle.
Rhytipterna immunda a pour synonyme :
- Lipaugus immundus Sclater & Salvin, 1873